# Павел Матеев (певец)
Вижте пояснителната страница за други личности с името Павел Матеев.
Павел Матеев е български певец. Роден е на 6 октомври 2001 година в Разград, България. Финалист е в предаването за малки таланти „Големите надежди“. Нарежда се сред най-добрите десет в националната селекция за изпълнител на детската „Евровизия 2015“.

## Музикална кариера
Павел следва стъпките на рода си – леля му е пяла в Българското национално радио, едната му баба свири на акордеон, а дядо му – на гайда. Що се отнася до неговите родители, майка му Петя споделя, че тя самата и съпругът ѝ нямат нищо общо с музиката. От петгодишна възраст свири на пиано, а учителката му го насочва към вокални педагози, щом веднъж го чува как пее. Така се среща със сестрите музикални педагожки Марияна и Иванна Дучеви, чийто възпитаник става десетгодишен. Доброволното му желание за участие в благотворителен концерт в родния му град поставя началото на сценичните му изяви (вж. По-значими изяви).
През 2014 година участва в телевизионния формат „Големите надежди“, чрез който става известен на по-широка аудитория. Младият певец споделя в интервю преди финала на шоуто, че не би поставил край на певческото си развитие, ако не спечели титлата. Така и се случва, но още на следващата година Павел заема челни места в различни конкурси: първо място на „Морско конче“ и „Звезден път“, второ на „Дъга над Клептуза“. С това съвсем не се изчерпват изявите му за годината: участва в концерт от поредицата „Неочаквано през ваканцията“, излъчвани по Българската национална телевизия, и се явява на националната селекция за избор на изпълнител за детската „Евровизия“.

### Детски песенен конкурс „Евровизия 2015“
Павел се явява на националната селекция за европейския детски песенен конкурс с хитовата песен на британския изпълнител Куобс Walk и всеизвестната „Моя страна, моя България“ на Емил Димитров.
После преминава на полуфиналния етап, където изпълнява „Никой“ на Графа и печели симпатиите на журито. Успешното му представяне същата вечер му отрежда място сред финалистите на българската селекция. На финала на 8 септември 2015 година решава да изпълни Vincero pedero на гръцкия тенор Марио Франгулис и остава на десето място в крайното класиране на селекцията.

## Любопитно
Както повечето юноши, Павел проявява интерес към компютрите, но също така и към програмирането, като мечтата му е да създаде холограмен изкуствен интелект, щом порасне. В свободното си време се занимава не само с компютри, но и със снимане на видеоклипчета. Обича и да чете книги. Сред любимите му български изпълнители са Графа и Любо Киров. Отдават му се хуманитарните науки.

## По-значими изяви
Павел Матеев има изяви на национално и международно ниво, както и телевизионни такива. По-долу е представена извадка, разкриваща част от изявите на певеца, като той има такива и на предходни издания на някои от изброените форуми.
| Национални изяви                                                                                            |
| --- |
| • Национален конкурс за изпълнители на популярна песен „Съзвездие“ (Шумен, 2012, първо място)               |
| • Национален конкурс за млади поп изпълнители (Шумен, 2013, първо място)                                    |
| • Национален конкурс за млади изпълнители на популярна песен „Звездици за Лора“ (Свищов, 2014, второ място) |
| • Национален конкурс за млади изпълнители на популярна песен „Морско конче“ (Варна, 2015, първо място)      |
| • Национален детски фестивал „Звезден път“ (Разград, 2015, първо място)                                     |

| Международни изяви                                                                                                |
| --- |
| • Международен фестивал за изгряващи певици и певци „Ессек фест“ (Осиек, 2013, второ място)                       |
| • Международен фестивал на изкуствата „НИЕ – XXI век“ (Слънчев бряг, 2014, първо място)                           |
| • Международен конкурс за млади изпълнители на популярна песен „Сребърна Янтра“ (Велико Търново, 2014, поощрение) |
| • Международен музикален фестивал „Дъга над Клептуза“ (Велинград, 2015, второ място)                              |

| Телевизионни изяви                                                                       |
| ---------------------------------------------------------------------------------------- |
| • Участие в телевизионното шоу „Големите надежди“ (Нова телевизия, 2014, финалист)       |
| • Участие в концерта „Неочаквано през ваканцията“ (Българска национална телевизия, 2015) |
| • Участие в национална селекция за детска „Евровизия“ (bTV, 2015, десето място)          |